# ベルグレイド
ベルグレイド（Belgrade）は、アメリカ合衆国モンタナ州のギャラティン郡にある都市。人口は1万0460人（2020年）。ボーズマンの北西15キロメートルに位置している。

## 交通
ベルグレイドにはボーズマン・イエローストーン国際空港が立地している。イエローストーン国立公園の玄関口として機能しており、規模の割に利用者が多い空港である。2023年の旅客数は246万人で、モンタナ州の空港として最多だった。
ベルグレイドには旅客鉄道がないが、州間高速道路90号線が市の中心を通っており車での移動には便利である。

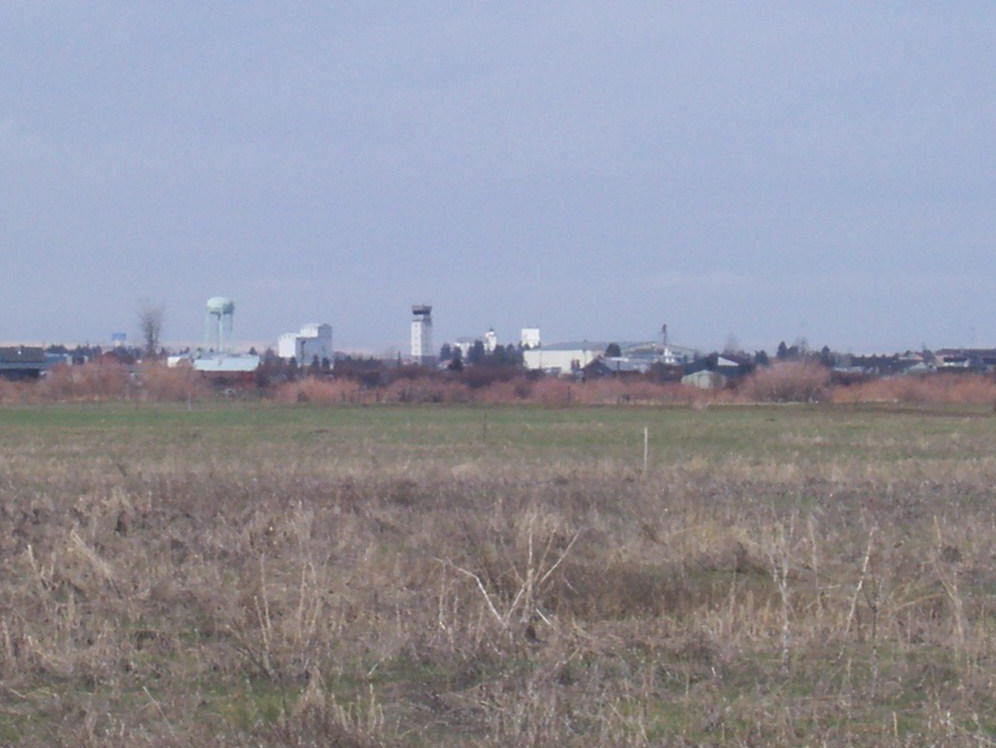
ボーズマン・イエローストーン国際空港